# Campoplex multicinctus
Campoplex multicinctus är en stekelart som beskrevs av Johann Ludwig Christian Gravenhorst 1829. Campoplex multicinctus ingår i släktet Campoplex och familjen brokparasitsteklar. Arten är reproducerande i Sverige. Inga underarter finns listade.